# Zgornje Grušovje
Zgornje Grušovje – wieś w Słowenii, w gminie Oplotnica. W 2018 roku liczyła 117 mieszkańców.